# Свято сеньйора
«Свято сеньйора» — комічна опера з балетом на одну дію українського композитора  Дмитра Бортнянського, французьке лібрето, імовірно, Г. Чернишева, А. Мусіна-Пушкіна і А. Ф. Віольє за п'єсою Шарль-Симона Фавара «Аннетта і Любен».
Вперше поставлена у Павловську  наприкінці червня 1786 р.
Окремі номери цієї опери українською мовою переклав Борис Тен — Арію Перлажуа, Арію Бабети, Арію Любена, Арієту Жаннотьєра, Арієту Перетти та Дует метра Жака і Жаннотьєра.
Рукопис партитури опери зберігається в С. Петербурзі і не публікувався. Прозаїчні діалоги втрачено. 

## Синопсис
Дві пари пари пастухів — Бабетта і Люка, Аннетта і Любен — готуються одружитися. Натомість в Анетту також закоханий прикажчик де ля Жаннотьєр. Чаклун Ґріпуйль, він віщає зловісні пророцтва Жанотьєру, якщо той захоче одружитися, що полегшує долю Анетти і Любену. Надалі селяни готуються до зустрічі сеньйора, який має з'явитися в їхньому селі, проте в дії опери сеньйор так і не з'являється, натомість справжній сеньйор сидить у залі на прем'єрі спектаклю - це Павло Петрович, якому й були присвячені всі привітання зі сцени і весь спектакль. 